# مار جویباری اندرسون
مار جویباری اندرسون (نام علمی: Opisthotropis andersonii) نام یک گونه از خانواده قمچه‌ماران است.